# Buddhista etika
A buddhista etika hagyományosan Gautama Buddha és az őt követő, más megvilágosodott emberek nézeteit képviselő buddhista etikára vonatkozik. A morális előírásokat a buddhista szövegek és a különböző hagyományvonalak tartalmazzák. A buddhista etika legtöbb tudósa munkája során a buddhista szövegek tanulmányozására, illetve a hagyományos buddhista társadalmak antropológiai bizonyítékaira támaszkodik.
A hagyományos buddhizmus szerint a világi emberek számára a buddhista etikát az öt fogadalom jelenti, amely az öléstől, a lopástól, a hazugságtól, a helytelen szexuális magaviselettől és a bódító szerek használatától való tartózkodás. A világi emberek buddhizmushoz való elköteleződését az ezen cselekedetektől való tartózkodás fogadalma jelenti. Ezek nem parancsok, hanem olyan irányelvek, amelyeket a követők önként vállalnak a gyakorlatok sikeresebb végzése érdekében. A buddhista gondolkodásmódban a dána (az adás/adakozás gyakorlata) és az etikus magaviselet maguktól finomítják a tudatot olyan szintre, amelyen az alacsonyabb létbirodalmakban való újraszületés már nem valószínű. A buddhista szerzetesek (bhikkhu) és apácák (bhikkhuni) ennél sokkalta több fogadalmat követnek (lásd: Vinaja).
Gautama Buddha (i. e. 623 - i. e. 543) a nemes nyolcrétű ösvény részeként kijelölte a világi követők számára is az elfogadható magaviseletet. A legelső fogadalom az erőszakmentesség és mások nem bántása (szándékosan), amely minden érző lényre vonatkozik, az emberektől egészen a legapróbb élőlényekig, bár nem olyan szélsőséges mértékben, mint a dzsainizmusban.

## Témák

### Ölés, mások ölésre buzdítása

#### Abortusz

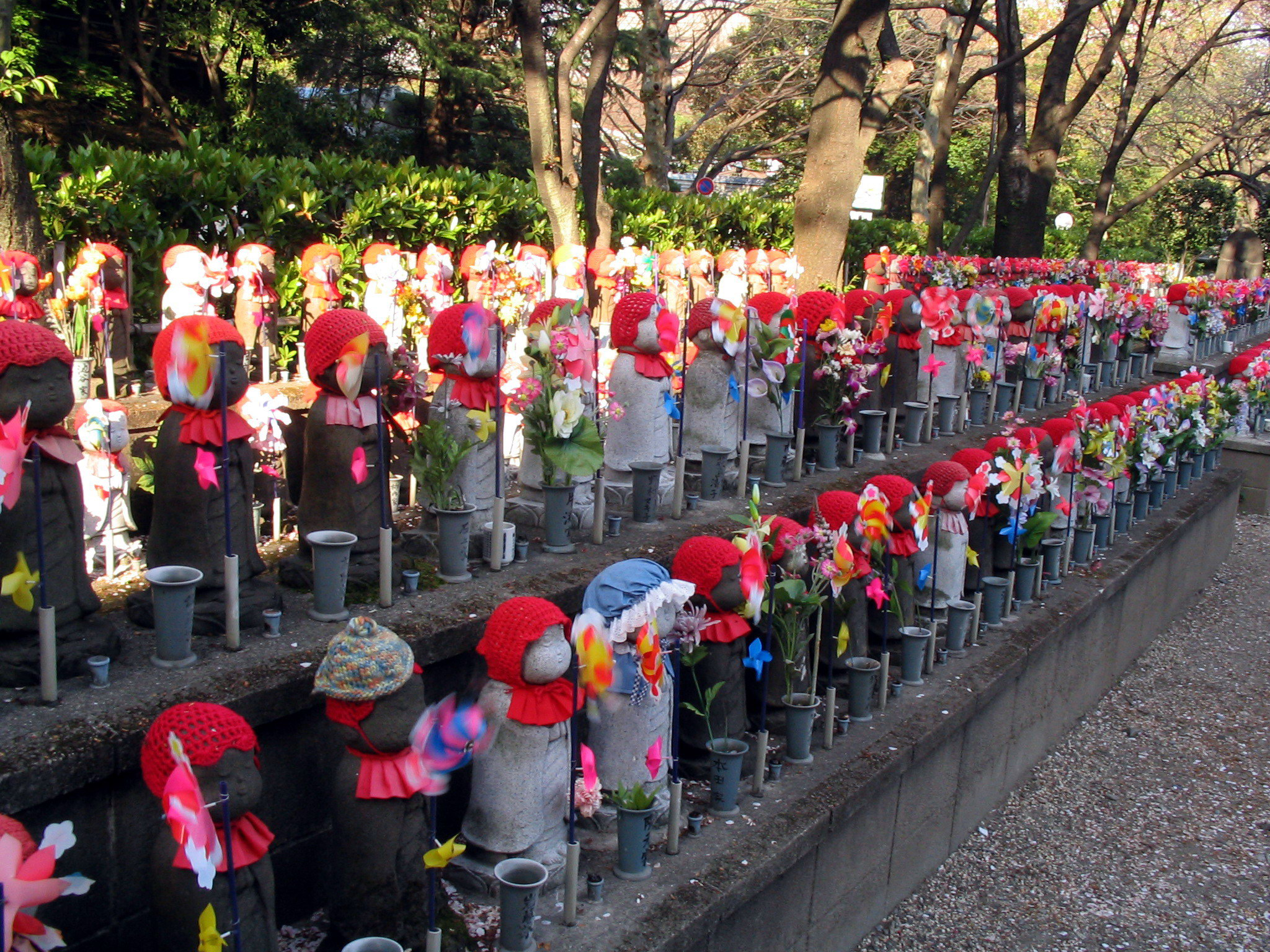
Dzsizó szobrok a tokiói Zojodzsi templomnál

Nem létezik egyetlen átfogó buddhista nézet az abortusszal kapcsolatban, jóllehet a hagyományos buddhizmusban elutasítják az abortuszt, mivel az az élet szándékos elpusztítását jelenti, amely a fogantatás pillanatában kezdődik. Egyes buddhista nézet szerint az élet örökös körforgásnak tekinthető és emiatt a fogantatás pillanata nem tekinthető az élet kezdetének. Japánban és az Egyesült Államokban toleránsabbak a buddhisták az abortusszal kapcsolatban, mint a világ más részein. Japánban a nők abortusz vagy vetélés után előfordul, hogy részt vesznek a mizuko kujó (水子供養 — szó szerint: újszülött csecsemő megemlékezési szolgálat) elnevezésű szertartásokon vagy, hogy hogy enyhítsenek gyászukon, vagy azért, hogy kifejezzék bűnbánatukat. A hasonló tajvani szertartás elnevezése jingling gongjang. A 14. dalai láma azt mondta, hogy az abortusz "negatív cselekedet", de vannak kivételek. Úgy fogalmazott, hogy „az abortuszt úgy kell elutasítani vagy elfogadni, hogy megvizsgáljuk az egyedi körülményeket”.

#### Halálbüntetés
Az öt erényből (panca síla) a legelső tiltja az élet elpusztítását. A Dhammapada tizedik fejezete szerint:
Mindenki fél a büntetéstől; mindenki fél a haláltól, ahogy te is. Ezért ne ölj, és ne öless. Mindenki fél a büntetéstől; mindenki szereti az életet, ahogy te is. Ezért ne ölj, és ne öless.
A Dhammapada 26., legutolsó fejezetében ez szerepel: "Brahminnak hívom őt, aki letette a fegyvert és minden teremtmény felé felhagyott az erőszakkal. Ő nem öl és nem segít másokat sem, hogy öljenek". Ezeket a mondatokat sok buddhista (különösen a modern Nyugaton) a halálbüntetéshez vezető jogszabályok alapvető ellenzéseként értelmezi. Ugyanakkor, ahogy a legtöbb szent irattal kapcsolatban, itt is alapvető nézeteltérések vannak az írás értelmezésével kapcsolatban. Thaiföldön, ahol a buddhizmus a hivatalos vallás, a büntetőjog része a halálbüntetés, és ugyanez a helyzet a buddhista többségű országokban: Srí Lankán, Mongóliában, és Mianmarban, noha ez utóbbi 1997 óta nem hajt végre halálbüntetést. Továbbá az egész történelemben a buddhista hivatalos vallású országok (Távol-Kelet és Indokína) java része gyakorolta a halálbüntetést. Kivételt jelent az, amikor Szaga japán császár 818-ban betiltotta a halálbüntetést. Ez 1165-ig tartott, bár a földesurak a saját birtokaikon ez alatt is alkalmazták a büntetést.
Bár a buddhizmus az ölést sem önvédelem, sem pedig bosszú esetén sem fogadja el, elfogadja viszont akkor, ha nagyobb szenvedés megelőzése a cél. Santidéva Bódhicsarjavatarája (8. század) a szenvedés elkerülése érdekében engedélyezi az erőszakot: "Mindig mások hasznáért cselekedj. Még ami tiltott, is engedélyezetté válik, ha a cselekvő előre látja, hogy végső soron jóra fordul"; "Bár azok védelmezője lehetnék, akiknek nincs védelmezője"; "Ha egyvalaki szenvedése árán sokak szenvedése tűnik el, a könyörületes előidézi ezt a szenvedést a mások érdekében". Az Upája-kausalja-szútra (hasznos gondolatok) egy bodiszattva történetéről számol be, aki egy rablógyilkos megölésével több száz ember életét mentette meg. Más mahájána írások szerint az önvédelemből ölés megmenti a gyilkost a rossz karmától, és jó karmát teremt a védekező számára, feltéve, hogy az illető a könyörületesség szellemében cselekszik. Ezt a japán buddhista tradíció isszacu tásó-nak nevezi, aminek jelentése: "egy (agresszor) megölése sok (ártatlan) életben maradása céljából", és a "hasznos gondolatok" egy manifesztációja. A misztikus Zen buddhizmus (amire japánul Busidó néven hivatkoznak) egy hagyományos kifejezése: "a kard, ami (igazságosan) öl, azonos a karddal, ami életet ad".
Mindezek miatt kevés buddhista csoport tiltja meg, hogy buddhisták katonák, rendőrök, vagy farmernek legyenek (ez utóbbit a buddhizmus szintén egy öléssel együtt járó foglalkozásnak tekinti), és egyesek azzal érvelnek, hogy a halálbüntetés engedélyezhető, ha megelőző céllal történik. Általában a többségi buddhista csoportok a Japánhoz, Koreához és Tajvanhoz hasonló szekuláris országokban inkább halálbüntetés elleni álláspontot foglalnak el, míg Thaiföldön, Srí Lankán és Bhutánban, ahol a buddhizmusnak erős politikai befolyása van, ennek ellentéte áll fenn. A megtorló célú halálbüntetést majdnem minden buddhista csoport ellenzi.

#### Eutanázia
A théraváda buddhizmusban ha egy szerzetes a halál előnyeit hirdeti, amelybe beletartozik az is, ha valakinek egyszerűen az élet szörnyűségeiről beszél vagy a halál üdvéről olyan módon, hogy az úgy érezze, hogy öngyilkosságot kell elkövetnie, az az egyik legfontosabb vinaja szabályzat megszegését jelenti és azonnali kizárással jár a szerzetesi közösségből (szangha). A halálos betegségek esetében nem szabad senkit hamarabb halálhoz segíteni, mint ahogy az a betegség természetes állapotában lezajlana.
A 14. dalai láma véleménye szerint megengedhető az eutanázia azok számára, akik olyan kómában vannak, amelyből nem lehetséges a felépülés:
Amikor megkérdezték a dalai lámát az eutanáziával kapcsolatban azt mondta, hogy a buddhisták úgy tartják, hogy az élet értékes, főleg az emberi élet és hozzátette, hogy „[a]zt hiszem hogy jobb elkerülni”.
'Ugyanakkor azt gondolom, hogy a buddhista módszer az, hogy megítélje, hogy egy cselekedet helyes vagy helytelen, vagy megvizsgálja az érveket mellette és ellene.'
Egy kómában lévő emberről mesélt, akinek nem volt esélye a felépülésre, illetve egy asszonyról, akinek terhessége veszélyeztette a hasában lévő gyermek életét és a sajátjáét, amely által a nem cselekvés nagyobb áldozatokkal járna.
"Azt hiszem, hogy buddhista nézőpontból ezek kivételes esetek" mondta. "Emiatt jobb ha minden esetet egyenként megvizsgálunk."

#### Vegetarianizmus
A buddhista vegetarianizmus az etikus vegetarianizmus különböző fajtáira vonatkozik a különböző buddhista iskolákban. A théraváda irányzat szerint Buddha engedte a szerzetesek számára, hogy egyenek disznót, csirkét vagy halat, amennyiben meggyőződtek arról, hogy az állat nem számukra lett megölve. Ugyanebben az irányzatban úgy tartják, hogy a tiltott húsok közé tartozik az ember, elefánt, tehén, ló, kutya, macska, oroszlán, tigris, medve, leopárd hús illetve meztelencsiga. A vadzsrajána irányzatban nem minden esetben tiltják a hús fogyasztását. A mahájána irányzatban általában előírás a vegetáriánus étrend, ugyanis úgy tartják, hogy Buddha arra kérte az ő követőit, hogy ne egyék meg más érző lények húsát.
A vegetarianizmussal kapcsolatban eltérnek az egyes buddhista iskolák nézetei. Vannak irányzatok, amelyek nem tiltják a hús fogyasztását. A buddhizmusban az első fogadalom az élet kioltásától való tartózkodás. Egyes buddhisták értelmezése szerint ez azt jelenti, hogy a buddhistáknak nem szabad húst enniük, mások szerint nem erről van szó. A mahájána szútrákra hivatkozva az irányzat követői például nem esznek semmilyen húst. A mahájána Nirvána-szútra története szerint Gautama Buddha arra kérte követőit, hogy ne egyenek semmilyen fajta húst vagy halat, illetve mossák meg az olyan vegetáriánus ételeket, amelyek hússal érintkeztek. A szerzetesek és az apácák számára azt is tiltotta, hogy a húsos ételekből megegyék a nem húsos részeket. Az ilyen ételek teljes egészét vissza kell utasítani. Kínában, Koreában és Vietnámban a szerzetesektől elvárják, hogy ne fogyasszanak húst. Tajvanban sem az egyházi, sem a világi követők nem esznek semmilyen állati eredetű ételt, sőt bizonyos erős zamatú zöldségeket sem, úgy mint fokhagyma, kínai hagyma, bűzös husáng, mogyoróhagyma és győzedelmes hagyma. Japánba Kínából érkezett a buddhizmus Koreán keresztül a 6. században. A 9. században Szaga császár rendeletben tiltotta be húsfogyasztást, kivéve a halakat és a madarakat. Ez maradt Japánban az étkezési szokás egészen a 19. századig, amikor megjelentek bizonyos európai szokások a szigeten. A 12. században a tendai szekta néhány szerzetese új iskolákat alapított (zen, Tiszta Föld), amelyekben nem fektettek nagy hangsúlyt a vegetarianizmusra. A mai nicsiren buddhizmusban megmaradt ez a szokás, jóllehet az iskolaalapító Nicsiren maga vegetáriánus volt. A Kúkai által alapított singon szekta ajánlja a vegetarianizmust és esetenként meg is követeli.
Tibetben, azokon a területeken, ahol kevésbé volt elérhető a zöldség és a szarvásztiváda Vinaját használták, ott ritka volt a vegetarianizmus. Azonban a dalai láma, a karmapa és más nagy rangú lámák előadásaik során mindig felhívják a közönségük figyelmét, hogy ha tehetik ne egyenek húst. Az élet szentsége ellenére a tibeti emberek az egészségük miatt a vegyes étrendet részesítik előnyben. A tibeti orvoslásban például kihangsúlyozzák a szél, a slejm és az epe testnedvek arányainak fontosságát, amely szerint a hús nélküli étrend fáradékonysághoz vezet. A 18. századi tibeti vallási vezető, Dzsigmé Lingpa azt tanácsolta a tibeti buddhizmus gyakorlóinak, hogy húsfogyasztás előtt mondjanak imát, hogy a hús a tányérjukban megtisztuljon azáltal, hogy hozzájárulnak ahhoz, hogy az állat egy szerencsésebb újraszületésben részesüljön. Úgy tartották ez elegendő ahhoz, hogy kedvező kapcsolat alakuljon ki az állat és az elfogyasztója között.
A théraváda Anguttara-nikája Szukhamala-szuttájában (AN 3.38) Gautama Buddha úgy jellemzi a családját, mint amely képes nem vegetáriánus ételt nyújtani a szolgák számára is. Miután Gautama elérte a megvilágosodást elfogadott minden ételt, amit alamizsnaként adtak neki, tehát a húst is, azonban egy történetben sem említik, hogy a hétéves aszkéta időszaka alatt húst fogyasztott volna.

### Helytelen szexuális magaviselet
A buddhista öt fogadalom közül a harmadik (vagy esetenként a negyedik) azt mondja, hogy „vállalom, hogy tartózkodok a helytelen szexuális magaviselettől”. A buddhista tanítások általánosan megvetik a szexualitást és az érzéki örömöket. A legtöbb buddhista hagyományban a szerzetesektől és az apácáktól nem csak a cölibátust várják el, hanem a szexualitást sem engedélyezik. Buddha legelső tanításaiban a sóvárgást (tanhá) jelöli meg a szenvedés (dukkha) első számú okaként. A sóvárgás három tárgyáról beszél: a létezés, a nem-létezés és az érzéki örömök utáni sóvárgás. Az érzékszeri örömök a dhjána elérésének öt akadálya közé tartozik Buddha tanítása szerint. A Szutta-pitakában Buddha gyakran hasonlítja a szexuális örömöt nyilakhoz vagy nyílhegyekhez.

#### Homoszexualitás
A buddhista hagyományokban jelentős eltérések vannak a homoszexualitással és a „helytelen szexuális magaviselettel” kapcsolatban. Bár kifejezetten nem ítélik el a homoszexualitást a buddhista szövegek, a társadalom és a közösségek történelmi nézetei igen. Egyes buddhista közösségekben a homoszexualitást helytelen magaviseletnek tekintik, amelyet az öt fogadalom nem engedélyez. Más közösségek szerint, amennyiben a szexualitás együtt érző és/vagy közös akaratból származik és fogadalmat nem sért, akkor nincs negatív dharmikus következménye, akkor sem ha a felek azonos neműek.